# Shane McRae
Shane McRae (* 23. Juli 1977 in Gainesville, Florida) ist ein US-amerikanischer Schauspieler.

## Leben und Karriere
Shane McRae wurde als Sohn von John und Shane McRae in Gainesville, im US-Bundesstaat Florida, geboren. Sein Vater war Collegeprofessor für Architektur an der Mississippi State University und am College of Architecture and Design at the University in Tennessee. Seine Mutter war Lehrerin an einer High School in Starkville, im Bundesstaat Mississippi, wo die Familie seit 1987 lebte. McRae hat eine jüngere Schwester und einen jüngeren Bruder. Bereits während seiner Schulzeit stand er für Schulaufführungen auf der Bühne und spielte nebenbei Fußball. Nach dem High-School-Abschluss besuchte er die Mississippi State University, an deren Theateraufführungen er ebenfalls beteiligt war. Nach kurzer Zeit verließ er die Universität und nahm stattdessen ein Theaterstudium an der University of Evansville. Seinen Master erhielt er später von der New York University, wo er heute noch lebt.
Seine erste Rolle vor der Kamera spielte er 1998 bei einem Gastauftritt in der Serie Ein Wink des Himmels. 2004 war McRae an einer Aufführung des Stücks Take Me Out, welches am Broadway aufgeführt und für einen Tony Award nominiert war, beteiligt. Nach Gastrollen in Hack – Die Straßen von Philadelphia, Liebe, Lüge, Leidenschaft und Criminal Intent – Verbrechen im Visier, war er 2006 in der Serie Four Kings als Bobby in einer der Hauptrollen an der Seite von Seth Green und Todd Grinnell zu sehen. Anschließend wirkte McRae auch in der von Green erdachten Serie Robot Chicken mit. 2008 trat er als Brody in der Horrorkomödie Killer Pad auf und war in The Collective als Conor in einem weiteren Horrorfilm zu sehen. 2011 spielte er den Verlobten, der von Emily Blunt verkörperten Figur Elise Sellas, im Film Der Plan. Nach Auftritten in Medium – Nichts bleibt verborgen und Gossip Girl, war McRae im Film The Help in der Rolle des Raleigh Leefolt zu sehen.
2013 trat er in der Hauptrolle des Josh Shiffman in der Rom-Com Verlobung mit Hindernissen auf. Anschließend spielte er als Eric Whaley eine kleine Rolle in der Serie Chicago Fire. 2014 spielte er als Robert eine Nebenrolle in der Serie The Following und trat im Filmdrama Still Alice – Mein Leben ohne Gestern als Charly Howland-Jones auf. 2015 übernahm er die Rolle des Taylor Bowman in der Serie Sneaky Pete, die er bis zum Serienfinale 2019 in einer Hauptrolle spielte. Weitere Serienauftritte umfassen Manhattan Love Story, Forever, Nashville und Game of Silence. 

## Filmografie (Auswahl)
- 1998: Ein Wink des Himmels (Home of the Brave Promised Land, Fernsehserie, Episode 3x02)
- 2001: All Over Again
- 2004: Hack – Die Straßen von Philadelphia (Hack, Fernsehserie, Episode 2x14)
- 2004: Liebe, Lüge, Leidenschaft (One Life to Love, Fernsehserie, 3 Episoden)
- 2006: Criminal Intent – Verbrechen im Visier (Criminal Intent, Fernsehserie, Episode 6x08)
- 2006: Four Kings (Fernsehserie, 13 Episoden)
- 2006–2008: Robot Chicken (Fernsehserie, 2 Episoden, Stimme)
- 2007: Cold Case – Kein Opfer ist je vergessen (Cold Case, Fernsehserie, Episode 5x02)
- 2007: The Mastersons of Manhattan (Fernsehfilm)
- 2008: Killer Pad
- 2008: The Collective
- 2009: Medium – Nichts bleibt verborgen (Medium, Fernsehserie, Episode 5x18)
- 2009: Bottleworld
- 2009: Gossip Girl (Fernsehserie, Episode 3x06)
- 2011: Der Plan (The Adjustment Bureau)
- 2011: Law & Order: Special Victims Unit (Fernsehserie, Episode 12x18)
- 2011: The Help
- 2012: Lefty Loosey Righty Tighty
- 2012: Blue Bloods – Crime Scene New York (Blue Bloods, Fernsehserie, Episode 3x04)
- 2013: Verlobung mit Hindernissen (One Small Hitch)
- 2013: Chicago Fire (Fernsehserie, 3 Episoden)
- 2013: Rewind (Fernsehfilm)
- 2014: The Following (Fernsehserie, 8 Episoden)
- 2014: Still Alice – Mein Leben ohne Gestern (Still Alice)
- 2014: Manhattan Love Story (Fernsehserie, Episode 1x11)
- 2015: Forever (Fernsehserie, Episode 1x13)
- 2015–2016: Nashville (Fernsehserie, 2 Episoden)
- 2015–2019: Sneaky Pete (Fernsehserie, 30 Episoden)
- 2016: Better Off Single
- 2016: Game of Silence (Fernsehserie, Episode 1x08)
- 2020: Paradise Lost (Fernsehserie, 10 Episoden)
- 2020: Modern Persuasion
- 2021: Lansky – Der Pate von Las Vegas (Lansky)
- 2022: Midday Black Midnight Blue
- 2023: Silo (Fernsehserie)